# Sangalopsis microleuca
Sangalopsis microleuca là một loài bướm đêm trong họ Geometridae.